# Université de la Bundeswehr à Munich

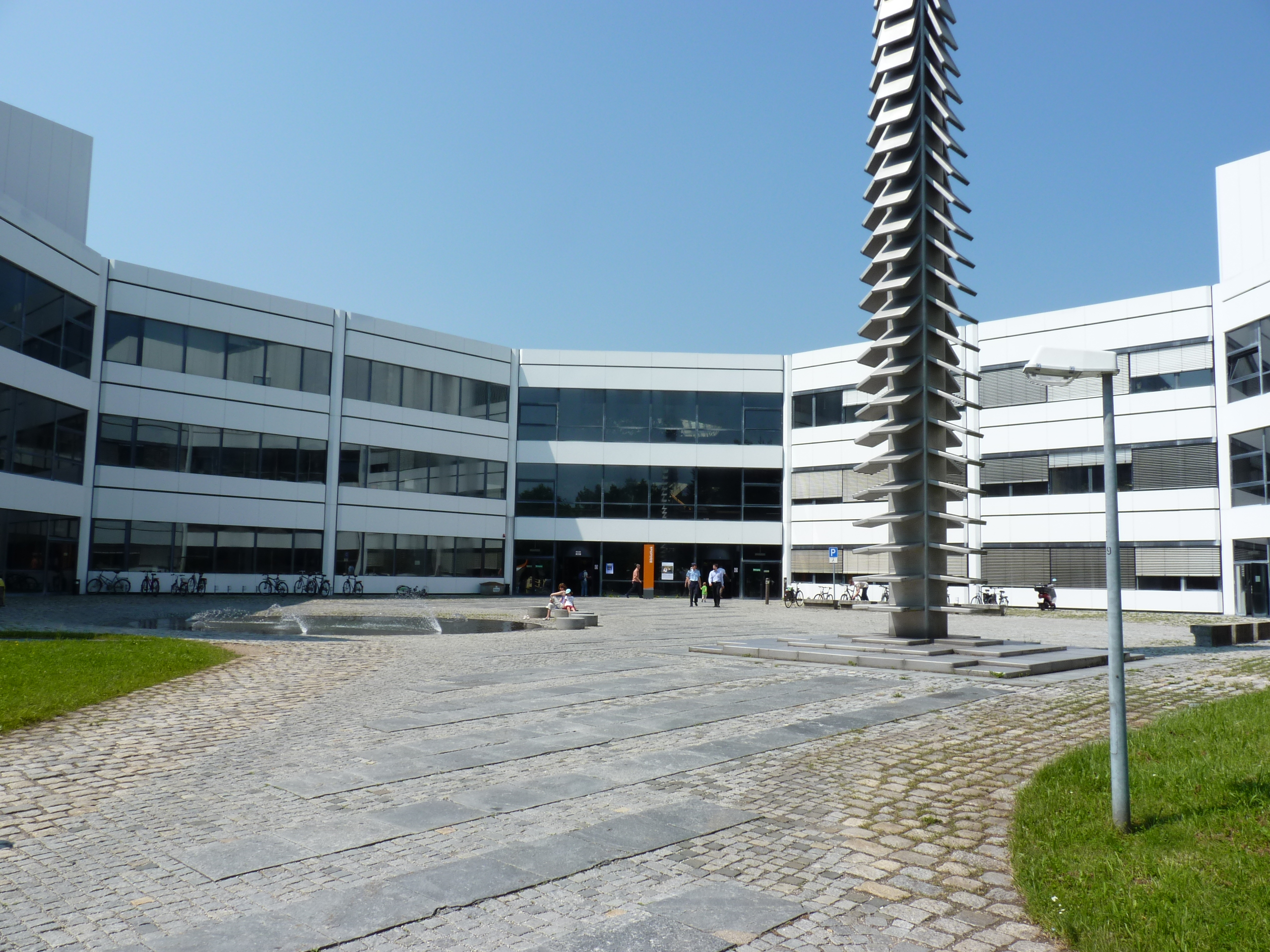
Des bâtiments.

L'université de la Bundeswehr à Munich (en allemand : Universität der Bundeswehr München) est une université militaire fédérale allemande situé à Munich, qui forme principalement les officiers et les élèves-officier de l'armée allemande. L'université offre 30 filières d'études (Bachelor et Master) d'ingénierie ainsi que des différentes sciences économiques et sociales. Aujourd'hui il y a aussi environ 200 étudiants civils et internationaux[Quoi ?] dans l'université.

## Étudiants notables
- Anastasia Biefang (1974-), officière d'état-major de l'armée de l'air allemande avec le grade de lieutenant-colonel.